# Ombré
Ombré (franc.: odstíněný) je označení pestrých tkanin nebo přízí s duhovitým odstíněním sousedních tónů barev. 
Barvení na způsob ombré bylo vyvinuto ve 40. letech 19. století ve Francii. 

## Techniky vytváření ombré efektu
Stínování se dá docílit:
- Vazbou tkaniny:

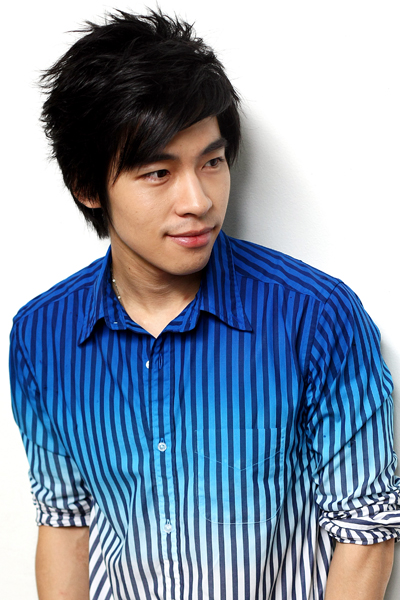
Košile z ombré barvené tkaniny ve fuláru (Thajsko 2010)

  - pozvolným přechodem z keprové nebo atlasové útkové vazby do vazby osnovní
  - žakárovou vazební technikou [3]
  - varianta zvaná degradé: pozvolný přechod se náhle přeruší (a stínování skončí)[4]
- Speciální technikou barvení v přadenech

Příze se barví nebo potiskují technologií space dyeing. Části přaden se postupně namáčí v několika barvicích lázních za sebou (dip dyeing) nebo se části přaden před barvením přikrývají plastikovým obalem (clip dyeing) 
- Tkaniny se barví na hvězdicovém vijáku v džigru. Viják je upevněn na kolébce, dá se vykyvovat a tak usměrňovat intenzitu a umístění barviva na tkanině.
- Kontinuálně se dá odstínované barvení provádět na fuláru se speciální úpravou. Paralelně k pracovním válcům jsou po stranách umístěny trubky (s otvory různých velikostí), jednou z nich se vstřikuje do stroje barva a druhou trubkou voda [6]

## Uplatnění ombré výrobků
Rozsah použití ombré je značně závislý na vývoji módy.
- Tkaniny se používají na oděvy ke slavnostním příležitostem, [7] na lehké svrchní ošacení s módními vzory, [8] na sportovní oděvy [9] a na bytové textilie [10]

- Příze jdou z velké části na ruční pletení, [11] dále na vyšívání, [12] a háčkování. [13]

## Vlasy
Ombré se stalo populární i v úpravě vlasů. Ombré vlasy znamenají zesvětlení konečků vlasů tmavších odstínů. Tento efekt vzniká v létě přirozeně.